# Брезниц, Дэн
Дэн Брезниц (англ. Dan Breznitz) — канадский политолог, чья книга 2020 года «Инновации в реальных местах: стратегии процветания в непреклонном мире» стала лауреатом премии Доннера 2021 года и премии Балсилли 2021 года за государственную политику. 
Он является профессором Школы глобальных отношений имени Мунка при Университете Торонто.